# Rosemarie Nave-Herz

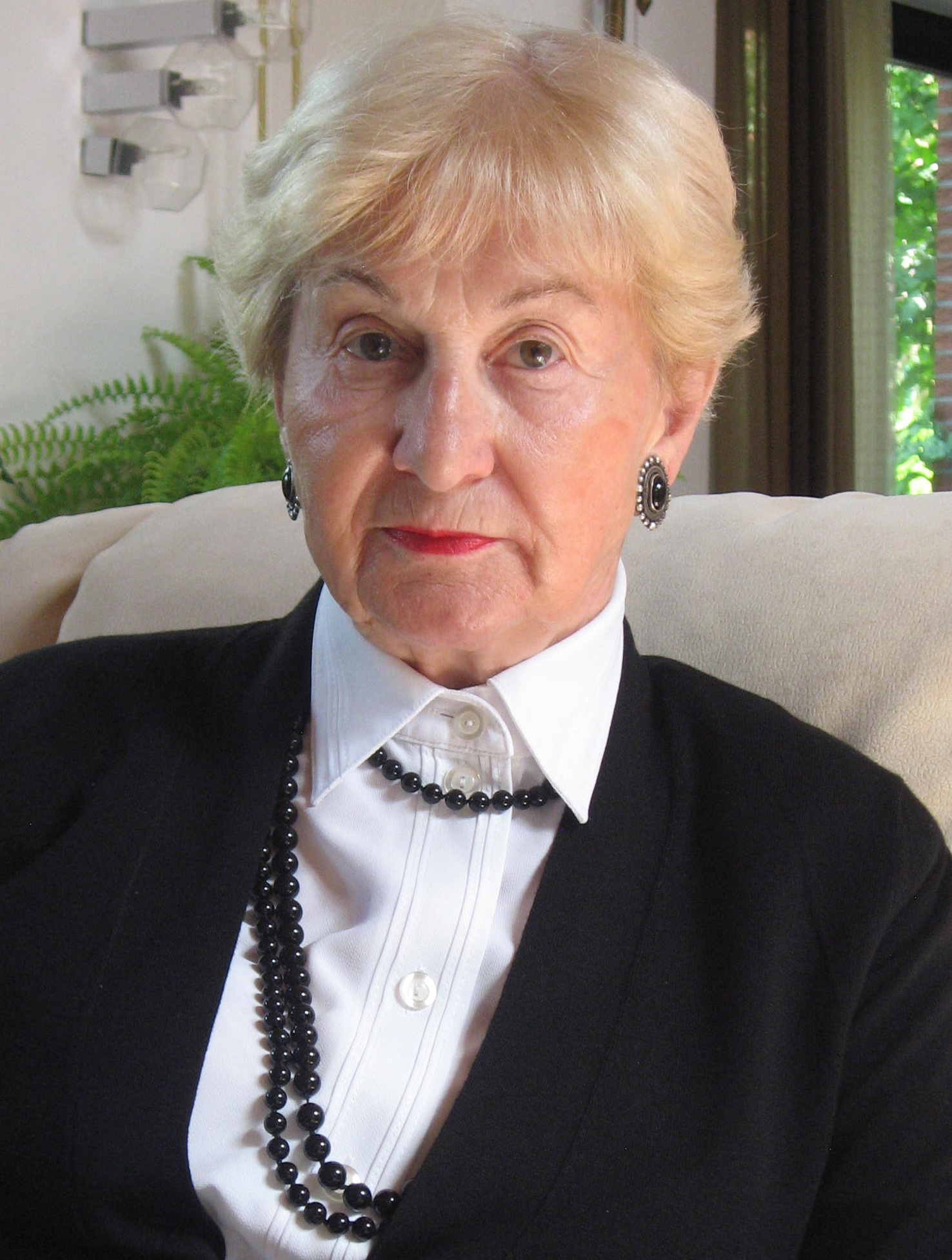
Rosemarie Nave-Herz (2011)

Rosemarie Nave-Herz, geborene Herz (* 29. März 1935 in Berlin), ist eine deutsche Soziologin, die vor allem im Bereich der Familiensoziologie forscht und publiziert. Langjährig wirkte sie auch im Vorstand der Deutschen Gesellschaft für Soziologie.
Nach Studium in Köln (1955–1959) und Promotion zum Dr. rer. pol. in Berlin (1963) folgte Herz 1971 dem Ruf an den Lehrstuhl für Soziologie der Universität Köln und 1974 an den Lehrstuhl für Soziologie an der Carl von Ossietzky Universität Oldenburg (Emeritierung 2003). Dieser war der erste in der Bundesrepublik Deutschland, in dessen Denomination „Familiensoziologie“ explizit mit aufgenommen wurde. Im Jahr 2000 wurde ihr für die Erneuerung der familiensoziologischen Forschung in Deutschland und das internationale Ansehen, das sie dieser Forschungsrichtung verschafft hat, das Verdienstkreuz I. Klasse des Verdienstordens der Bundesrepublik Deutschland verliehen.

## Leben und Beruf
Rosemarie Herz, Tochter von Margarete Herz und des Bundesbahnrats Armin Herz, lebte fast bis zum Ende des Zweiten Weltkriegs in Berlin. Die Familie verließ Berlin kurz vor ihrem zehnten Geburtstag mit einem Flüchtlingszug und kam über viele Umwege nach Göttingen. Hier besuchte sie zunächst die Volksschule, nach einer Aufnahmeprüfung das Gymnasium und legte dort das Abitur ab.
Von 1955 bis 1959 studierte sie an der Universität Köln zunächst Volkswirtschaftslehre, Betriebswirtschaftslehre, Germanistik sowie aus pragmatischen Gründen Wirtschaftspädagogik und schloss als Diplom-Handelslehrer (weibliche Bezeichnungen gab es damals nicht) ab. Nachdem sie im zweiten Semester zufällig auf eine Vorlesung zu  „Familie und Gesellschaft“  von René König gestoßen war und diese besucht hatte, galt ihr Hauptinteresse der Soziologie.
Sie ist evangelisch und heiratete im Jahr 1957 den Kinderarzt Heino Nave (1919–1997). Am Ende des Studiums wurde 1958 der gemeinsame Sohn Klaus-Armin Nave (später Molekularbiologe) geboren und kurz vor Abgabe der Dissertation 1962 die gemeinsame Tochter Rosegret. Das Thema ihrer Dissertation. womit sie 1963 zum Dr. promoviert wurde, ist Die Elternschule: Entwicklung und Stand im Rahmen der institutionalisierten Elternerziehung in Westdeutschland und Westberlin (Publikation 1964).
Von 1965 bis 1967 arbeitete Rosemarie Nave-Herz als wissenschaftliche Mitarbeiterin am neu gegründeten Max-Planck-Institut für Bildungsforschung in Berlin. 1967 bis 1971 war sie Dozentin an der Pädagogischen Hochschule Niedersachsen. Einen Ruf auf eine Professur an der PH Rheinland-Pfalz hatte sie 1970 abgelehnt. Von 1971 bis 1974 war sie als ordentliche Professorin für Soziologie an der Universität Köln (PH Rheinland, Abteilung Köln). Von 1975 bis zur Emeritierung 2003 hatte sie die ordentliche Professur für Soziologie mit den Schwerpunkten Familie, Jugend und Freizeit an der Universität Oldenburg inne. 1985 war sie als Gastprofessorin an der University of Sussex in England. Zahlreichen weiteren Rufen an andere Universitäten folgte sie nicht. 1986 wurde sie Leiterin des Niedersächsischen Institutes für Frau und Gesellschaft.
Bereits 1972 plädierte sie für den Begriff Geschlechtersoziologie und wandte sich gegen die Reduzierung auf die Bezeichnung Frauenforschung.
Für ihre berufliche Entwicklung spielte ihre „persönliche Betroffenheit“ eine zentrale Rolle, wie sie in ihren autobiographischen Notizen ausdrücklich deutlich macht. Ehe sich die zweite Welle der Frauenbewegung für die Erwerbstätigkeit der Frau einsetzte, hatte sie „singulär den Kampf der Doppelbelastung durchzustehen gehabt“ und sich „gegen die Vorurteile über erwerbstätige Mütter stellen müssen“, zumal ihre Berufstätigkeit nicht finanziell begründet war. Im Gegenteil, aufgrund der notwendigen Haushaltshilfen habe sich ihre Berufstätigkeit aus finanzieller Sicht nie gelohnt. Freizeitaktivitäten habe sie sich wegen der zeitlichen Doppelbelastung nicht leisten können. Zudem lastete großer sozialer Druck auf ihr: Beispielsweise forderte ihre ältere Mentorin sie auf, sich „endlich für die Kinder zu entscheiden, weil beides (Beruf und Familie) nicht möglich wäre“. Beim Einstellungsgespräch betonte der Direktor, dass er ihrer Tätigkeit nur gezwungenermaßen wegen des Lehrkräftemangels zustimmen würde. Aufgrund ihrer eigenen Erfahrungen von sozialem Druck und starker Arbeitsbelastung engagierte sie sich, damit „die nächste Generation nicht mehr diese 'Barriere' zu überwinden hätte“.
Im Jahr 1995 erhielt sie von der Technischen Universität Chemnitz den Ehrendoktortitel.

## Definition von Familie
Für einen Definitionsversuch von Familie habe sie ein möglichst hohes Abstraktionsniveau gewählt, um nicht durch eine zu enge Definition gerade das auszublenden, was man untersuchen will. So würden neu entstandene Familienformen von vornherein ausgeklammert. Es gehe also darum, durch welche Kriterien sich die Familie von anderen Lebensformen unterscheidet und zwar in allen Kulturen und zu allen Zeiten.
Sie schlägt drei konstitutive Merkmale von Familie vor:
1. Die „Familie“ hat eine „biologisch-soziale Doppelnatur“ (René König). Entsprechend hat sie eine biologische Reproduktions- und Sozialisationsfunktion (Kinder zu bekommen und primär zu erziehen), neben anderen Funktionen, die kulturell variabel sind, z. B. die soziale Platzierung der Kinder.
2. Sie entwickelt „ein besonderes Kooperations- und Solidaritätsverhältnis“. Denn in allen Gesellschaften wird der Familie eine ganz spezifische Rollenstruktur mit nur für sie geltenden Rollendefinitionen und Bezeichnungen (Vater, Mutter, Sohn, Tochter, Schwester  – vgl. Verwandtschaft) zugewiesen, die Anzahl der Rollen und die Erwartungen an sie sind von der einzelnen Gesellschaft bzw. Kultur abhängig).
3. Die „Familie“ differenziert die Generationen voneinander. Nur die Generationendifferenzierung (Eltern gegenüber Kindern (auch Großeltern, Enkeln) ist hier das Kriterium. Innerhalb der Kernfamilie lebt zumal die zeugende und die nachkommende Generation zusammen, es können aber auch weitere Generationen eingeschlossen sein. Doch bilden auch alleinerziehende Mütter oder Väter sowie nicht eheliche Lebensgemeinschaften mit Kindern Familiensysteme, und es müssen nicht beide Geschlechter vorkommen, damit es eine „Familie“ ist.

Unter dieser weiten Definition sind eine Vielzahl von Familienformen vorstellbar.
Es ergeben sich 14 Familientypen durch
- unterschiedliche Rollenzusammensetzung (Eltern-, Mutter-, Vaterfamilien)
- Familienbildungsprozesse (Geburt, Adoption, Scheidung, Verwitwung, Wiederheirat, Pflegschaft)

Die Pluralität der Familientypen präge sich besonders in Deinstitutionalisierungsprozessen aus: Die Ehe ist nicht mehr so verbindlich, was die Instabilität der Familien erhöht. Die „Normalfamilie“ geht quantitativ und anteilsmäßig zurück. Damit verlieren sich in nicht unbedenklichem Ausmaß stützende Traditionen. Anderseits führt die Individualisierung zur Auflösung fester und nicht immer zu begrüßender Verbindlichkeiten. Indirekt wird somit die Chance erhöht, zwischen verschiedenen Formen gemeinschaftlichen Zusammenlebens zu wählen.

## Schriften (Auswahl)
- Die Elternschule. Entwicklung und Stand im Rahmen der institutionalisierten Elternerziehung in Westdeutschland und Westberlin. Luchterhand, Berlin-Spandau 1964.
- Vorberuflicher Unterricht in Europa und Nordamerika. 1966.
- Modelle zur Arbeitslehre. 1971.
- Das Dilemma der Frau in unserer Gesellschaft: Der Anachronismus in den Rollenerwartungen. Texte und statistische Daten zur Einführung in eine „Geschlechter-Soziologie“. Luchterhand, Berlin-Spandau 1972; 2. Auflage 1975.
- Beruf – Freizeit – Weiterbildung. 1976.
- Die Rolle des Lehrers. 1977.
- Familie und Freizeit. 1978.
- als Hrsg.: Erwachsenensozialisation. 1981.
- Die Geschichte der Frauenbewegung in Deutschland. 1982. Neuauflage: Leske + Budrich Verlag, 1994, ISBN 3-8100-1250-5.
- als Hrsg.: Rene König Schriften. Band 14: Familiensoziologie. 2002.
- Ehe- und Familiensoziologie. Eine Einführung in Geschichte, theoretische Ansätze und empirische Befunde. 3. Auflage. Juventa Verlag, Weinheim/München 2013.
- Familie heute. Wandel der Familienstrukturen und Folgen für die Erziehung. 7., überarbeitete und ergänzte Auflage. Primus Verlag, Darmstadt 2019.
- Die Geschichte der Familiensoziologie in Portraits. 2., erweiterte Auflage. Ergon Verlag, Würzburg 2016.
- als Hrsg.: Familiensoziologie: Ein Lehr- und Studienbuch. De Gruyter/Oldenbourg Verlag, München 2014.
- Autobiographische Notizen. In: Ulrike Vogel (Hrsg.): Wege in die Soziologie und die Frauen- und Geschlechterforschung. Autobiographische Notizen der ersten Generation von Professorinnen an der Universität. Wiesbaden 2006, S. 17–22.
- Die Ehe in Deutschland. Eine soziologische Analyse über Wandel, Kontinuität und Zukunft. Barbara Budrich Verlag, Leverkusen 2022, ISBN 978-3-8474-2655-4.